# Episema swiderskii
Episema swiderskii là một loài bướm đêm trong họ Noctuidae.